# الحذرير (بعدان)

تعديل مصدري - تعديل

الحذرير هي إحدى قرى عزلة بني منصور بمديرية بعدان التابعة لمحافظة إب، بلغ تعداد سكانها 237 نسمة حسب تعداد اليمن لعام 2004.